# Laurel (Washington)
Laurel je nezačleněná obec v okrese Whatcom v americkém státě Washington, konkrétně mezi městy Bellingham a Lynden.